# Wolde (Adelsgeschlecht)

Familienwappen

Vom Wolde, auch von Wolden und von Wolde, ist der Name eines alten pommerschen Adelsgeschlechts.

## Geschichte
Das Geschlecht tritt gesichert erstmals im Jahre 1339 mit Nicolaus de Wolde in Erscheinung. Er ist als Zeuge in einer Urkunde genannt, mit der die pommerschen Herzöge unter anderem den Städten Stettin, Greifenhagen und Gollnow Zollfreiheit gewährten. Ob bereits frühere Nennungen der Namen von Wolde und Lateinisch de Sylva, wie sie Ende des 13. Jahrhunderts häufiger vorkommen, zu diesem pommerschen Adelsgeschlecht gehören, ist sehr zu bezweifeln. So ist der urkundlich am 10. Januar 1284 genannte H. von Wolde wahrscheinlich mit dem in den Jahren 1287 bis 1294 auftretendem Hinricus de Wolde alias Hinricus de Silva alias Hinricus Voss de Wolde, einem Angehörigen der Adelsfamilie Voss, identisch, welcher seinen Namen Wolde von seinem gleichnamigen Gut in Vorpommern entlehnt.
Es folgen Eggert von dem Wolde in den Jahren 1385 und 1387 sowie Hans von Wolde im Jahre 1398. Bereits um 1394 teilt sich die Familie in die drei Linien Wusterbarth-Bärwalde, Coprieben und Wusterbarth-Sietkow. Aus dem 15. Jahrhundert liegen fast keine urkundlichen Nachrichten über die Familie vor.
Die Familie gehörte zu den „Vier Geschlechtern“, die gemeinsam mit dem „Copriebenschen Busch“ und der „Pieleborgschen Heide“ („Pieleburger Heide“) im Land Bärwalde belehnt waren. Die anderen drei Geschlechter waren die Glasenapp, die Zastrow und die Münchow. Die Familie von Wolde war in Hinterpommern umfassend begütert, so mussten die Wolde nach der Musterrolle von 1523 aus ihrem Lehnsbesitz ableitend insgesamt 17 Pferde stellen. Das Geschlecht besaß vor allem zahlreiche Lehen im Umfeld der Städte Belgard, Neustettin und Cammin, wie zum Beispiel von 1563 bis 1723 Kunow. Zu Beginn des 19. Jahrhunderts gehörten die Güter Wusterbarth, Lasbeck, Lankow, Wusterwitz und Karkow zum Familienbesitz.
Außerhalb Pommerns besaßen die Wolde zeitweise in Pommerellen das Gut Lotzinken, in Mecklenburg die Güter Neverin und Wolde sowie in Kursachsen die Güter Oberfreiberg und Voigtsberg.

## Angehörige
- Caspar vom Wolde († 1605), herzoglicher Kanzler in Pommern
- Caspar von Wolden (* um 1685; † vor 1745), Landrat des Kreises Belgard
- Gerhard Heinrich von Wolden, preußischer Oberst, Ritter, Geheimrat, Bewacher in Küstrin, Kammerherr zu Markgraf Friedrich Wilhelm (Brandenburg-Schwedt), später Hofmarschall in Rheinsberg zu Friedrich der Große
- Vally von Wolden, verheiratete Vally von Rüxleben (1864–1941), deutsche Schriftstellerin

Wappen derer von Wolde

## Wappen
In Silber eine ausgerissene grüne Staude mit fünf Blättern. Auf dem Helm mit rot-silbernen Decken eine grün bekränzte, rot gekleidete Jungfrau mit aufgeschürzten Ärmeln, in der Rechten ein purpurfarbenes Hirschgeweih, in der Linken drei grüne Lorbeerblätter haltend.